# 린다 르메이
린다 르메이(Lynda Lemay, 1966년 7월 25일 ~ )는 캐나다의 싱어송라이터이다.